# Emil Magnusson
Emil Magnusson (ur. 23 listopada 1887 w Genarp, zm. 26 lipca 1933 w Malmö) – szwedzki lekkoatleta (dyskobol), medalista olimpijski z 1912.
Zdobył brązowy medal w rzucie dyskiem oburącz na igrzyskach olimpijskich w 1912 w Sztokholmie (wyprzedzili go Finowie Armas Taipale i Elmer Niklander). Zajął również 8. miejsce w konkurencji rzutu dyskiem.
Był wicemistrzem Szwecji w rzucie dyskiem oburącz w 1913.